# علی احمدی (بازیکن فوتبال، زاده ۱۳۸۳)
علی احمدی (زاده ۶ آبان ۱۳۸۳) بازیکن فوتبال اهل ایران است. وی سابقه بازی در باشگاه فوتبال سپاهان را در کارنامه دارد.